# Brossac
Brossac és un municipi francès situat al departament del Charente i a la regió de la Nova Aquitània. L'any 2007 tenia 549 habitants.

## Demografia

### Població
El 2007 la població de fet de Brossac era de 549 persones. Hi havia 262 famílies de les quals 89 eren unipersonals (30 homes vivint sols i 59 dones vivint soles), 114 parelles sense fills, 51 parelles amb fills i 8 famílies monoparentals amb fills.
La població ha evolucionat segons el següent gràfic:
Habitants censats

### Habitatges
El 2007 hi havia 395 habitatges, 267 eren l'habitatge principal de la família, 95 eren segones residències i 33 estaven desocupats. 359 eren cases i 33 eren apartaments. Dels 267 habitatges principals, 208 estaven ocupats pels seus propietaris, 45 estaven llogats i ocupats pels llogaters i 14 estaven cedits a títol gratuït; 7 tenien dues cambres, 43 en tenien tres, 71 en tenien quatre i 146 en tenien cinc o més. 207 habitatges disposaven pel capbaix d'una plaça de pàrquing. A 122 habitatges hi havia un automòbil i a 119 n'hi havia dos o més.

### Piràmide de població
La piràmide de població per edats i sexe el 2009 era:
| Homes | Edats   | Dones |
| ----- | ------- | ----- |
| 0     | 95 o +  | 4     |
| 4     | 90 a 94 | 4     |
| 8     | 85 a 89 | 12    |
| 0     | 80 a 84 | 0     |
| 20    | 75 a 79 | 28    |
| 12    | 70 a 74 | 16    |
| 28    | 65 a 69 | 20    |
| 12    | 60 a 64 | 16    |
| 16    | 55 a 59 | 20    |
| 20    | 50 a 54 | 8     |
| 16    | 45 a 49 | 8     |
| 16    | 40 a 44 | 16    |
| 36    | 35 a 39 | 8     |
| 8     | 30 a 34 | 12    |
| 12    | 25 a 29 | 24    |
| 4     | 20 a 24 | 12    |
| 28    | 15 a 19 | 16    |
| 20    | 10 a 14 | 8     |
| 4     | 5 a 9   | 8     |
| 8     | 0 a 4   | 12    |

## Economia
El 2007 la població en edat de treballar era de 323 persones, 200 eren actives i 123 eren inactives. De les 200 persones actives 171 estaven ocupades (92 homes i 79 dones) i 30 estaven aturades (14 homes i 16 dones). De les 123 persones inactives 73 estaven jubilades, 23 estaven estudiant i 27 estaven classificades com a «altres inactius».

### Ingressos
El 2009 a Brossac hi havia 240 unitats fiscals que integraven 518 persones, la mediana anual d'ingressos fiscals per persona era de 13.774,5 €.

### Activitats econòmiques
Dels 43 establiments que hi havia el 2007, 2 eren d'empreses extractives, 4 d'empreses alimentàries, 1 d'una empresa de fabricació d'altres productes industrials, 9 d'empreses de construcció, 7 d'empreses de comerç i reparació d'automòbils, 3 d'empreses de transport, 5 d'empreses d'hostatgeria i restauració, 1 d'una empresa financera, 2 d'empreses immobiliàries, 4 d'empreses de serveis, 2 d'entitats de l'administració pública i 3 d'empreses classificades com a «altres activitats de serveis».
Dels 17 establiments de servei als particulars que hi havia el 2009, 1 era una oficina d'administració d'Hisenda pública, 1 gendarmeria, 1 oficina de correu, 1 una oficina bancària, 1 taller de reparació d'automòbils i de material agrícola, 2 paletes, 1 fusteria, 2 lampisteries, 2 empreses de construcció, 1 perruqueria i 4 restaurants.
Dels 4 establiments comercials que hi havia el 2009, 1 era una botiga de menys de 120 m², 2 fleques i 1 una carnisseria.
L'any 2000 a Brossac hi havia 23 explotacions agrícoles que ocupaven un total de 1.037 hectàrees.

## Equipaments sanitaris i escolars
L'únic equipament sanitari que hi havia el 2009 era una farmàcia.
El 2009 hi havia 1 escola maternal integrada dins d'un grup escolar amb les comunes properes formant una escola dispersa i 1 escola elemental integrada dins d'un grup escolar amb les comunes properes formant una escola dispersa.

## Poblacions més properes
El següent diagrama mostra les poblacions més properes.